# Kasey Rogers
Kasey Rogers (nascida Josie Imogene Rogers; Morehouse, 15 de dezembro de 1925 — Los Angeles, 6 de julho de 2006) foi uma atriz e escritora norte-americana, mais conhecida por interpretar a segunda Louise Tate na popular série televisiva estadunidense Bewitched.

## Vida e carreira
Rogers nasceu Josie Imogene Rogers em Morehouse, Missouri em 15 de dezembro de 1925, filha de Ina Mae (Mocabee) e Eben E. Rogers. Ela se mudou com sua família para a Califórnia com dois anos de idade. Quando criança, sua destreza no jogo de beisebol levou seus amigos a apelidá-la de Casey (depois do famoso poema "Casey at the Bat"). Enquanto estava sob contrato com a Paramount, ela usou o nome artístico Laura Elliot. Em 1955, ela começou a trabalhar com uma agente de imprensa em Hollywood, Walter Winslow Lewis III (também conhecido como "Bud"). Foi Bud quem sugeriu que ela usasse o apelido com seu nome de solteira e mudou o "C" para um "K". Mais tarde, eles se casaram e tiveram quatro filhos.
Rogers começou a trabalhar sob os nomes de Laura Elliott e Laura Elliot para a Paramount Pictures. Ela apareceu em filmes como Agente Especial, Sansão e Dalila, A Cidade de Prata, Pago na íntegra, Dois Mundos Perdidos, e, talvez o mais conhecido filme de sua personagem em Strangers on a Train, interpretando Miriam, a intrigueira mulher adúltera de Guy Haines (Farley Granger).
Em meados da década de 1950, Rogers começou a trabalhar na televisão. Ela estrelou em várias séries, como Sargento Preston, Estágio 7 ,A Arma Inquieta ,O Arqueiro Solitário ,Maverick ,Yancy Derringer e Perry Mason, como Francie Keene no episódio Wanted: Dead or Alive "Railroaded", e muitos outros programas. Em 1964, ela conseguiu um papel de protagonista em Peyton Place, retratando a personagem Julie Anderson, a mãe de Betty Anderson (Barbara Parkins). Ela deixou a série em 1966 para substituir Irene Vernon no papel de Louise Tate em Bewitched. Em 1972, atuou como Louise Tate pela última vez no episódio "Serena's Youth Pill". Ela então se aposentou da atuação, aparecendo apenas em alguns comerciais de televisão e aparecendo na edição Bewitched de E! Verdadeira história de Hollywood .
Casada duas vezes e mãe de quatro filhos (e uma avó), Rogers, nos últimos anos, transformou seus talentos em redação e desenvolvimento, incluindo uma nova série de televisão, Son of a Witch.
Uma Democrata, ela apoiou a campanha de Adlai Stevenson ,durante a eleição presidencial de 1952. Ela era Presbiteriana.

## Morte
Após lutar contra um câncer de garganta, por muitos anos, Rogers entrou em parada cardíaca. Em seguida, ela sofreu um derrame e morreu em Los Angeles, Califórnia, em 6 de julho de 2006, com 80 anos. Ela foi enterrada no Forest Lawn, em Hollywood Hills Cemetery ,em Los Angeles.

## Conquistas
Na década de 1970, ela se envolveu com motocicletas depois que seu filho começou a andar e, em seguida, competiu uma corrida com nove anos de idade. Rogers tornou-se muito envolvida no mundo do motocross de competição. Ela trabalhou em estreita colaboração com a AMA e estabeleceu RONRONAR ("PowderPuffs Ilimitado Pilotos e Pilotos"), uma associação que trouxe mulheres na dominado por esporte, em 1974. RONRONAR seria, mais tarde, a Mulher Pro-divisão Classe.

## Livros
Rogers escreveu cinco livros com a Marca de Madeira. O primeiro foi O Enfeitiçado Livro de receitas: a Magia na Cozinha (1996), um livro de receitas com base na série de televisão Encantada com o prefácio escrito por Rogers e do co-estrela e amiga Sandra Gould. Seus outros livros são Halloween Artesanato: Estranhamente Elegante Decoração (2001), de Caráter Grinaldas: Férias Projetos para o Ano " em volta de Decoração (2002), a Decoração para o Natal (2003), e Criar um Feitiço Falloween: 55 Projetos para Decoração e Divertido (2003). Rogers e Madeira filmando e exibindo um piloto para uma proposta de como fazer artesanato série, Mãos nos Feriados. O piloto foi lançado em DVD em 2006.
Em 2013, a Feiticeira e mais Além: O Fã Que Veio para o Jantar pela Marca de Madeira (com Eddie Lucas) foi publicado pela BearManor Mídia, um livro que narra a amizade de Eddie com Rogers. O título de Charles Tranberg's biografia de Agnes Moorehead, eu Amo a Ilusão, deriva de Rogers contando como Moorehead usou esta expressão quando perguntado sobre como agir.

## Filmografia
| Ano  | Personagem            | Filme                                     | Diretor          | Outros atores                     |
| ---- | --------------------- | ----------------------------------------- | ---------------- | --------------------------------- |
| 1949 | Lucille Peters        | Agente Especial                           | William C.Thomas | William Eythe                     |
| 1949 | Secretária de Larkin  | O Bom Velhinho                            | David Miller     | Bing Crosby                       |
| 1949 | Figurante             | Chicago Deadline                          | Lewis Allen      | Donna Reed                        |
| 1949 | Figurante             | Sansão e Dalila                           | Cecil B. DeMille | Hedy Lamarr Victor Mature         |
| 1950 | Dolly                 | A Confissão de Telma                      | Robert Siodmak   | Brabara Stanwick Wendel Corey     |
| 1950 | Tina                  | Paid in Full                              | William Dieterle | Robert Cummings Lizabeth Scott    |
| 1950 | Lucille Farnswhorth   | Escola para meninas                       | Lew Landers      | Joyce Reynolds                    |
| 1950 | Amiga da Familia      | No Man of Her Own                         | Mitchell Leisen  | Richard Denning                   |
| 1950 | Aeromoça              | Dark City                                 | William Dieterle | Charlton Heston Lizabeth Scott    |
| 1951 | Elaine Jeffries       | Dois Mundos perdidos                      | Norman Dawn      | James Arness                      |
| 1951 | Miss Harper           | Um Lugar ao Sol                           | George Stevens   | Elizabeth Taylor Montgomery Clift |
| 1951 | Miriam Joyce Haines   | Strangers on a Train                      | Alfred Hitchcock | Farley Granger                    |
| 1951 | Maid                  | Órfãos da Tempestade                      | Frank Capra      | Jane Wyman Alexis Smith           |
| 1951 | Maria                 | My Favorite Spy                           | Norman Z.McLeod  | Francis L. Sullivan               |
| 1952 | Figurante             | Na Voragem do Vício                       | George Stevens   | Joan Fontaine Ray Milland         |
| 1952 | Linda Prescott        | A Garganta do Diabo                       | Byron Haskin     | Edmond O´Brien                    |
| 1953 | Janice Clayton        | Jamaica Run                               | Lewis R. Foster  | Ray Milland                       |
| 1953 | Katherine Hodges      | Um Romance em Paris                       | LIoyd Bacon      | Jane Russell Gilbert Roland       |
| 1954 | Felice                | Sombras que Vivem                         | Daniel Mann      | Robert Ryan                       |
| 1955 | Claire                | Voando para o Além                        | Gordon Douglas   | June Allyson                      |
| 1959 | Molly Day             | Duelo em Dodge City                       | Joseph M. Newman | Joel McCrea                       |
| 1964 | Elena                 | A Chama Nua                               | Larry Matanski   | Dennis O´Keefe                    |
| 2000 | Casey Rogers Williams | Familia Robinson Suiça; Perdidos na Selva | Edgar G. Ulmer   |                                   |

## Televisão
| Ano        | Personagem       | Série                                        | Diretor           | Outros atores                  |
| ---------- | ---------------- | -------------------------------------------- | ----------------- | ------------------------------ |
| 1954       | Figurante        | Cavalgada da América Ep.“Riddle of the Seas” | Robert Stevenson  | James Seay Richard Gaines      |
| 1954       | Judy Jeffords    | The Lone Wolf                                | Alfred E. Green   | Louis Hayward                  |
| 1954       | Mary Ann Milne   | Public Defender                              | Mort R. Lewis     | Reed Hadley Natalie Wood       |
| 1955       | Sue Gardner      | The Pepsi-Cola Playhouse                     | Pepsi             | Arlene Dahl                    |
| 1955       | Martha Sturges   | Stage 7                                      |                   | Charles Bronson Edmond O´Brien |
| 1955       | Mary Mason       | The Lone Ranger                              | George W. Trendle | Clayton Moore                  |
| 1955       | Paula Grayson    | Soldiers of Fortune                          | Edward Dmytryk    | John Russell                   |
| 1955       | Shana            | Frontier                                     | Morton S. Fine    | Jack Kelly                     |
| 1955       | Grace Lockhart   | Celebrity Playhouse                          | James Neilson     | Angela Lansbury Scott Brady    |
| 1956       | Annabelle Weldon | Lux Video Theater                            |                   | Julie Adams Mary Astor         |
| 1956       | Sybil Kane       | The Adventures of Jim Bowie                  | Louis F. Edelman  | Peter Hansen                   |
| 1957       | Jane Foley       | The Millionaire                              | Don Fedderson     | Nancy Gates                    |
| 1964       | Julie Anderson   | A Caldeira do Diabo                          | Paul Monash       | Dorothy Malone Barbara Parkins |
| 1970       | Mrs. Peterson    | Lost Flight                                  | Leonard J. Horn   | LIoyd Bridges Anne Francis     |
| 1966 -1972 | Louise Tate      | A Feiticeira                                 | ABC               | Elizabeth Montgomery Dick York |